# 安·約根森
安·約根森（丹麥語：Ann Jørgensen，1973年10月1日—），是一名已退役丹麥女子羽球運動員，出生於哥本哈根。
安·約根森於1996年和2000年參加奧運會。在她第一次參加奧運時，在女子雙打項目獲得第五名。第二次參賽則僅在女子雙打中排名第17，在混合雙打中排名第9。1995年，她贏得了挪威羽球國際賽。在1996年和1997年，她與托馬斯·史塔芬加德一起成為丹麥混合雙打冠軍。1998年，她在歐洲羽球錦標賽上獲得女子雙打銀牌和混合雙打銅牌，並在一年後的世界羽球錦標賽上獲得女子雙打銅牌。
她曾代表丹麥參加1999年蘇迪曼盃，在決賽中與中國對陣時，她與容·霍斯特-克里斯滕森一起出賽混合雙打，以15:10、15:8擊敗劉永/葛菲組合。然而這是全隊唯一的勝點，丹麥最終以1-3輸掉比賽。